# Ruta 716 (Costa Rica)
La Ruta 716, oficialmente Ruta Nacional Terciaria 716, es una ruta nacional de Costa Rica ubicada en la provincia de Alajuela.

## Descripción
En la provincia de Alajuela, la ruta atraviesa el cantón de Grecia (el distrito de Puente de Piedra), el cantón de Atenas (el distrito de Santa Eulalia).